# SSIF Broker
SSIF Broker S.A. este o societate de investiții financiare înființată în 1994 la Cluj Napoca.

## Scurtă istorie

### Date generale
Compania este membru fondator al Bursei de Valori București și al Sibex- Sibiu Stock Exchange, acționar la Depozitarul Central S.A. București Arhivat în 26 iunie 2012, la Wayback Machine., Casa Română de Compensație Arhivat în 23 ianuarie 2013, la Wayback Machine., Casa de Compensație București Arhivat în 3 noiembrie 2012, la Wayback Machine., Fondul de Compensare al Investitorilor și membru al Bursei de la Viena, una dintre primele burse fondate din lume (1771).
Societatea funcționează pe baza deciziei de reautorizare a CNVM nr. 3097-3098/10.09.2003, a autorizației de negociere în Bursă nr. D8/19.04.1995 și a atestatului CNVM nr. 457/27.06.2006 (numărul în registrul CNVM: PJR01SSIF/12007).
Raportat la valoarea tranzacțiilor efectuate la Bursa de Valori București, în numele clienților cât și pentru portofoliul propriu, SSIF Broker SA s-a situat în permanență între primele 10 societăți de valori mobiliare din țară. Societatea ocupă poziția a patra în clasamentul întocmit de Bursa de Valori București (BVB), după valoarea tranzacțiilor la sfârșitul anului 2005.
Legat de tranzacționarea instrumentelor financiare derivate la Bursa Monetar Financiară și de Mărfuri Sibiu, SSIF Broker SA s-a situat pe primele trei locuri, de-a lungul timpului, în primul trimestru din 2007 ocupând primul loc.
Este prima societate de servicii de investiții financiare (SSIF) listată la cota Bursei de Valori București (5 februarie 2005).
Acțiunile BRK sunt cotate, începând din 15 mai 2007, în sectorul Titluri de capital - Categoria I al Bursei de Valori București.

### SSIF BROKER între 2008-2009
În anul 2008, acțiunile Broker Cluj au pierdut peste 90% din valoare (fără a lua în calcul majorările de capital).
În ianuarie 2009, Comisia Națională a Valorilor Mobiliare (CNVM) a decis suspendarea autorizației de funcționare a Broker Cluj pentru două săptămâni și, în același timp, suspendarea acțiunilor companiei de la bursă, tot pentru două săptămâni, după ce cazuri de fraudă au fost depistate la sucursalele din Deva și Baia Mare

### SSIF BROKER după 2009
În anul 2010 SSIF BROKER ajunge Market Maker la Sibiu Stock Exchange, ocupând de-a lungul anilor poziții de vârf în clasamentul intermediarilor pe piața de derivate Sibex.
Începând cu data de 1 septembrie 2010, SSIF Broker a devenit membru autorizat al Bursei de la Viena și participant la sistemul de compensare-decontare, fiind autorizat să ia parte la tranzacționarea instrumentelor financiare pe platforma Xetra a Bursei de la Viena.
În anul 2012 compania a lansat platforma de tranzacționare Tradis Workststation Pro în timpul conferinței susținute la stadionul Cluj Arena, urmând ca în 2013 să lanseze propria sa platformă de tranzacționare pentru piețele externe. Aceasta este singura platformă Multi-Market și Multi Asset din România și oferă o paletă de mii de produse de pe 100 de piețe.
Tot în anul 2012 compania a lansat propriile produse structurate, bazate pe cotațiile indicelui Dow Jones Industrial Average  și cotațiile indicelui EURO STOXX 50.
SSIF BROKER înființează la sfârșitul anului 2012 societatea “SAI Broker”, aceasta fiind specializată pe oferirea de servicii financiare specifice de administrare a investițiilor.
În anul 2013, societatea de servicii de investiții financiare Broker S.A. inaugurează noul departament de clienți instituționali, anagajând o echipă de 5 analiști care au ocupat locuri de vârf în cadrul UniCredit CAIB Securities România SA.
În anul 2014, SSIF BROKER a lansat primele Certificate cu Capital Protejat.
În 19.02.2015 Consiliul de Administrație a companiei a decis demiterea Directorului General Grigore Chis și numirea Dl Adrian Pop în funcția de director general-conducător. De asemenea, în funcția de director general adjunct-conducător, ocupată anterior de Adrian Pop a fost numită Oana Tudor.
În 2016,SSIF Brokera a intrat pe piața de brokeraj de asigurări, având calitatea de asistent în brokeraj al Confident Broker de Asigurare, parte a grupului financiar SSIF Broker. Serviciul a fost lansat pe 15 februarie 2016.
"Este un moment important în istoria SSIF Broker SA, un punct de referință pentru evoluția companiei și pentru planurile viitoare de creștere și dezvoltare. Intrarea SSIF Broker pe piața de asigurări a venit ca un pas firesc, după ce, în vara anului trecut am devenit acționari majoritari ai Confident Broker de Asigurări și, implicit, am devenit implicați și interesați de acest segment de business. Sunt încrezător că în această formulă vom deveni un jucător important pe piața de asigurări din Cluj și din orașele în care suntem prezenți", a declarat Adrian Pop Director General al SSIF Broker.
La sfarsitului anul 2015, societatea isi schimba denumirea din SSIF Broker in SSIF BRK Financial Group SA.